# Representação do ACNUR na Índia
A sede da missão do ACNUR na Índia está localizada em Deli, com um escritório de campo em Chennai. O ACNUR também tem serviços de registo em Jammu, além de um centro de determinação de status e registo de refugiados em Hyderabad. O actor John Abraham é uma celebridade apoiante do ACNUR em Índia. O actual chefe de missão é Yasuko Shimizu. O ACNUR ganhou o Prémio Indira Gandhi para a Paz, o Desarmamento e o Desenvolvimento, em 2015.

## História
A Índia foi o local para onde se dirigiu o maior afluxo de refugiados desde a Segunda Guerra Mundial, quando cerca de 10 milhões de pessoas cruzaram a fronteira do Paquistão Oriental para a Índia, em 1971. A maioria dos refugiados estava em Bengala Ocidental, Tripura, Meghalaya e Assam. A maioria foi repatriada após a guerra, com o apoio do ACNUR em Daca. O ACNUR foi autorizado a operar na Índia desde 1995, embora a Índia não tenha assinado a Convenção de 1951 sobre o Estatuto dos Refugiados ou o Protocolo de 1967 sobre o Estatuto dos Refugiados.

## Trabalho
O ACNUR trabalha com várias Organizações Não-Governamentais, incluindo Bosco, o Centro de Informação Jurídica Sócio Legal (SLIC), a Sociedade Memorial Nacional Gandhi, a Confederação de Agências Voluntárias e a Iniciativa de Desenvolvimento e Justiça (DAJI), ACCESS, e Save the Children (SCF), para prestar apoio aos refugiados e a requerentes de asilo. A maioria dos refugiados do Sri Lanka e do Tibete é directamente assistida pelo Governo da Índia. O ACNUR esforça-se para melhorar as vidas dos refugiados sob seu mandato, a maioria dos quais são refugiados de Myanmar e afegãos.
O projecto "Ilham", um serviço de catering dirigido por mulheres refugiadas afegãs, com a ajuda do ACNUR da Índia e dos seus parceiros ACCESS Development Services, tem recebido críticas favoráveis. O projecto deu um novo raio de esperança para as mulheres, que encontraram um meio confiável de sustentar suas famílias, além de poderem lidar com os problemas físicos e psicológicos da vida de refugiados.

## Financiamento
O ACNUR na Índia tinha um orçamento de 15,1 milhões de dólares para 2016, dos quais apenas 608 500 dólares foram canalizados em Outubro de 2016. A Uniqlo foi o único grande doador para o financiamento.